# Chaise-Dieu-du-Theil
Pour les articles homonymes, voir Chaise-Dieu.
Chaise-Dieu-du-Theil est une commune française située dans le département de l'Eure, en région Normandie.
Ses habitants sont appelés Casadéens.

## Géographie

### Localisation
Chaise-Dieu-du-Theil est une commune du sud du département de l'Eure, située à l'extrémité sud de la région naturelle du pays d'Ouche et contiguë au département de l'Orne.
Chaise-Dieu-du-Theil présente un paysage très largement consacré à la culture, mais constamment fermé par d'importantes parties boisées typiques du pays d'Ouche et par des résidus de haies bocagères.
À vol d'oiseau, la commune est à 10 km à l'est de L'Aigle, à 12,5 km à l'ouest de Verneuil-sur-Avre, à 40,5 km au sud-ouest d'Évreux et à 78 km au sud-ouest de Rouen. Elle est desservie par l'ancienne route nationale 26 (actuelle RD 926).

### Communes limitrophes
| Saint-Sulpice-sur-Risle (Orne) | Chéronvilliers       |        |
| Chandai (Orne)                 | Chaise-Dieu-du-Theil | Bourth |
|                                | Gournay-le-Guérin    |        |

### Hydrographie
La commune est située dans le bassin Seine-Normandie. Elle est drainée par l'Iton, le fossé 01 de la Cabarie, le fossé 01 de la commune de Bourth et le fossé 01 du Theil,,.
L'Iton, d'une longueur de 132 km, prend sa source dans la commune de Mahéru et se jette  dans l'Eure à Acquigny, après avoir traversé 39 communes.Les caractéristiques hydrologiques de l'Iton sont données par la station hydrologique située sur la commune de Bourth. Le débit moyen mensuel est de 1,26 m3/s. Le débit moyen journalier maximum est de 21,7 m3/s, atteint lors de la crue du 6 janvier 2001. Le débit instantané maximal est quant à lui de 26,6 m3/s, atteint le même jour.

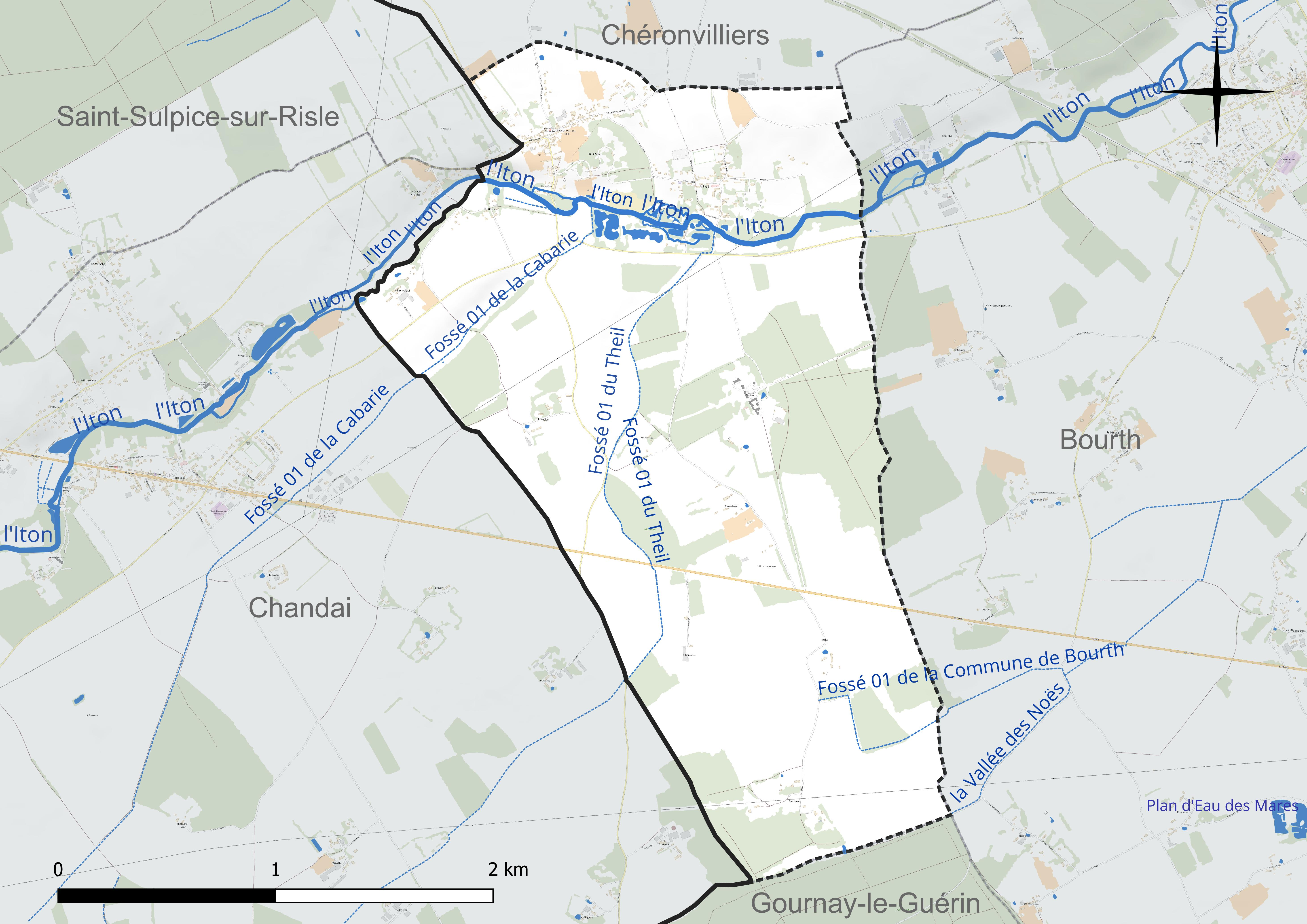
Réseau hydrographique de Chaise-Dieu-du-Theil.

Un plan d'eau complète le réseau hydrographique : le plan d'eau de la commune de la Chaise-Dieu-du-Theil (1,1 ha),.

### Climat
Pour des articles plus généraux, voir Climat de la Normandie et Climat de l'Eure.
En 2010, le climat de la commune est de type climat océanique dégradé des plaines du Centre et du Nord, selon une étude du CNRS s'appuyant sur une série de données couvrant la période 1971-2000. En 2020, Météo-France publie une typologie des climats de la France métropolitaine dans laquelle la commune est dans une zone de transition entre le climat océanique et le climat océanique altéré et est dans la région climatique  Normandie (Cotentin, Orne), caractérisée par une pluviométrie relativement élevée (850 mm/a) et un été frais (15,5 °C) et venté. Parallèlement le GIEC normand, un groupe régional d’experts sur le climat, différencie quant à lui, dans une étude de 2020, trois grands types de climats pour la région Normandie, nuancés à une échelle plus fine par les facteurs géographiques locaux. La commune est, selon ce zonage, exposée à un « climat des plateaux abrités », correspondant aux plaines agricoles de l’Eure, avec une pluviométrie beaucoup plus faible que dans la plaine de Caen en raison du double effet d’abri provoqué par les collines du Bocage normand et par celles qui s’étendent sur un axe du Pays d'Auge au Perche.
Pour la période 1971-2000, la température annuelle moyenne est de 10,1 °C, avec  une amplitude thermique annuelle de 14,3 °C. Le cumul annuel moyen de précipitations est de 725 mm, avec 12,1 jours de précipitations en janvier et 8,1 jours en juillet. Pour la période 1991-2020, la température moyenne annuelle observée sur la station météorologique la plus proche, située sur la commune de Beaulieu à 10 km à vol d'oiseau, est de 10,5 °C et le cumul annuel moyen de précipitations est de 836,7 mm,. Pour l'avenir, les paramètres climatiques de la commune estimés pour 2050 selon différents scénarios d’émission de gaz à effet de serre sont consultables sur un site dédié publié par Météo-France en novembre 2022.

## Urbanisme
Le centre du village a conservé sa structure ancienne, comme figée dans le temps : son architecture est intimement liée au XIIe siècle avec la fondation de son abbaye qui devient ensuite prieuré de l'ordre de Fontevraud.

### Typologie
Au 1er janvier 2024, Chaise-Dieu-du-Theil est catégorisée commune rurale à habitat dispersé, selon la nouvelle grille communale de densité à 7 niveaux définie par l'Insee en 2022.
Elle est située hors unité urbaine et hors attraction des villes,.

### Occupation des sols
L'occupation des sols de la commune, telle qu'elle ressort de la base de données européenne d’occupation biophysique des sols Corine Land Cover (CLC), est marquée par l'importance des territoires agricoles (76,9 % en 2018), une proportion identique à celle de 1990 (76,9 %). La répartition détaillée en 2018 est la suivante : 
terres arables (50,7 %), forêts (20,1 %), prairies (14,6 %), zones agricoles hétérogènes (11,6 %), zones urbanisées (3,1 %). L'évolution de l’occupation des sols de la commune et de ses infrastructures peut être observée sur les différentes représentations cartographiques du territoire : la carte de Cassini (XVIIIe siècle), la carte d'état-major (1820-1866) et les cartes ou photos aériennes de l'IGN pour la période actuelle (1950 à aujourd'hui).

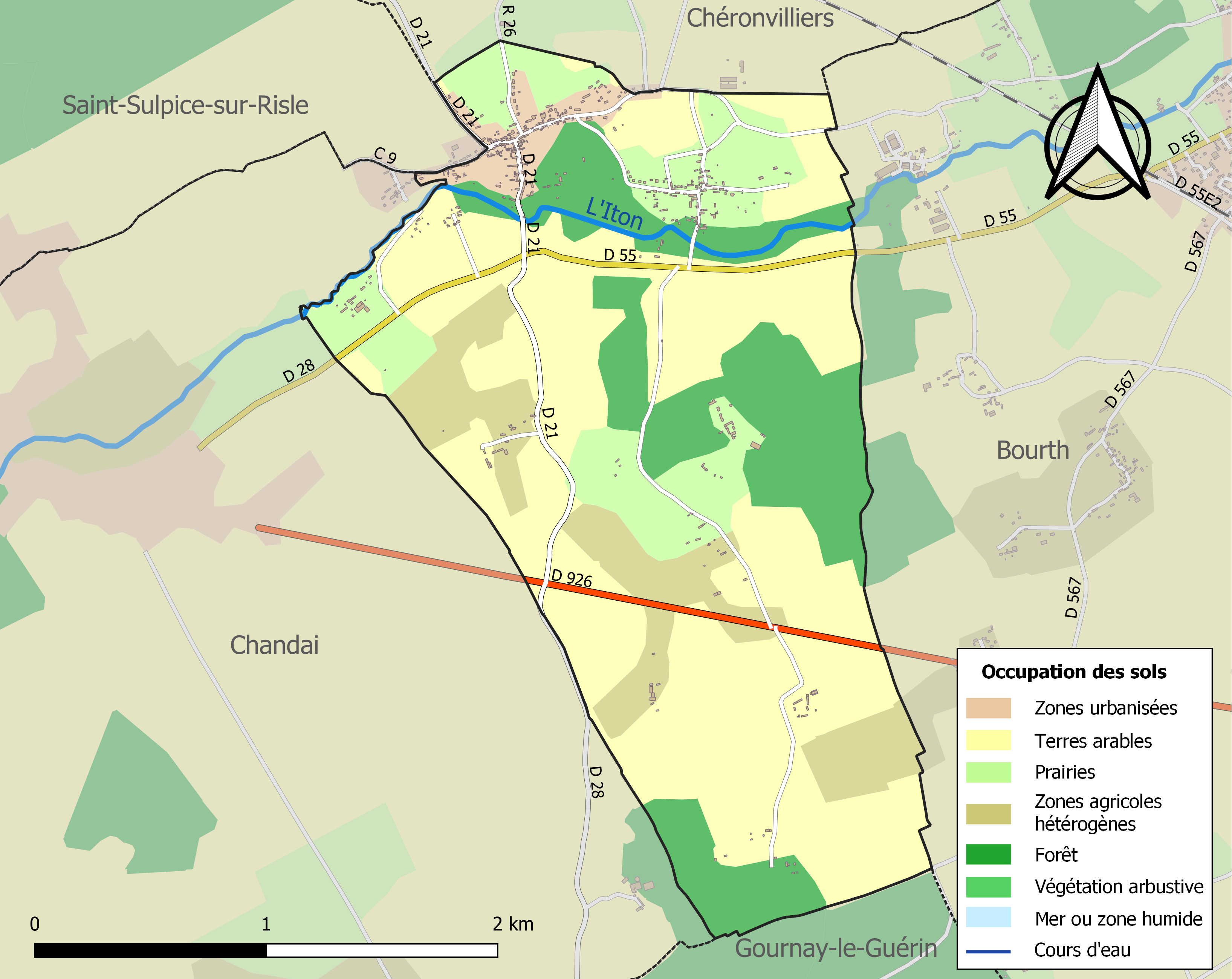
Carte des infrastructures et de l'occupation des sols de la commune en 2018 (CLC).

### Habitat et logement
En 2018, le nombre total de logements dans la commune était de 155, alors qu'il était de 151 en 2013 et de 149 en 2008.
Parmi ces logements, 66,5 % étaient des résidences principales, 20,6 % des résidences secondaires et 12,9 % des logements vacants. Ces logements étaient pour 100 % d'entre eux des maisons individuelles et pour 0 % des appartements.
Le tableau ci-dessous présente la typologie des logements à Chaise-Dieu-du-Theil  en 2018 en comparaison avec celle de l'Eure et de la France entière. Une caractéristique marquante du parc de logements est ainsi une proportion de résidences secondaires et logements occasionnels (20,6 %) supérieure à celle du département (6,3 %) et à celle de la France entière (9,7 %). Concernant le statut d'occupation de ces logements, 82,5 % des habitants de la commune sont propriétaires de leur logement (81,3 % en 2013), contre 65,3 % pour l'Eure et 57,5 pour la France entière.
| Typologie                                               | Chaise-Dieu-du-Theil | Eure | France entière |
| ------------------------------------------------------- | -------------------- | ---- | -------------- |
| Résidences principales (en %)                           | 66,5                 | 85,4 | 82,1           |
| Résidences secondaires et logements occasionnels (en %) | 20,6                 | 6,3  | 9,7            |
| Logements vacants (en %)                                | 12,9                 | 8,3  | 8,2            |

## Toponymie
Le nom de la localité est attesté sous la forme Casa Dei en 1130 et en 1198, Chese Dieu en 1428 (Archives départementales de l'Eure), Cheze Dieu en 1504 (recept. de la vicomté).
Chaise : Le terme de langue oil cheze se retrouve en toponymie dans certaines régions sous les formes chaise, chaize du latin  casa « hutte, maison puis exploitation rurale et probablement aussi domaine ».
De l'oïl central chiesedeu « maison religieuse ».
Appellation étrangère à la Normandie, empruntée à un prieuré de religieuse de l'ordre de Fontevrault.
Le vieux français theil ou thil, du latin tilius, avait le sens de tilleul.
Au cours de la Révolution française, la commune porta provisoirement le nom de Chaise-du-Theil.

## Histoire
La commune de La Chaise-Dieu’, situé sur la rive gauche de l'Iton et  instituée par la Révolution française, absorbe en 1836 celle du Theil, située sur la rive droite de la rivière, et prend alors le nom de Chaise-Dieu-du-Theil

### Chaise-Dieu
Jusqu'au XIIe siècle, le site se nomme le Désert. Il y existait un ermitage.
L'édification d'une chapelle nommée Chaise-Dieu commence à donner vie au site. Lorsque est fondée une abbaye en 1132, la chapelle prend le nom de Vieille-Chaise-Dieu. Vers 1140 le nom de « casa dei » est approuvé. Ce nom signifie « maison de Dieu ». Le prieuré de l'ordre de Fontevraud investit l'ancienne abbaye qui devient prieuré de Fontevrault de Chaise-Dieu, où vivent des religieuses. Cette partie du village contient encore des architectures du XIIe siècle :
- la maison de la prieure à l'intérieur du couvent ;
- la chapelle Saint-Jean destinée aux serviteurs des religieuses (cependant, seule la façade en briques, grès et damier de silex du couvent se trouve dans son état d'origine) ;
- le lavoir restauré avec des tabliers à moulinets adaptables selon la hauteur de l'eau ;
- le four à pain collectif.

### Le Theil
L'autre partie du village comprend également quelques vestiges historiques :
- le presbytère dit « le Prieuré du Theil » est fondé en 1475. Cet édifice accueillait des religieux qui vivaient en autarcie tout comme les religieuses de l'abbaye de Chaise-Dieu. Ce presbytère est entièrement restauré dans les années 1980, tout en respectant l'architecture religieuse du XVe siècle. Le prieuré du Theil accueillait autrefois sur ses terres le moulin et son étang au pied de l'Iton, aujourd'hui indépendant et reconverti en parcours de pêche à la mouche.
- l'église située derrière le prieuré du Theil comporte des statues et un clocher datant de 1575. L'ensemble du site est classé[Quoi ?].
- un manoir datant du XIXe siècle comprenant deux tourelles.
- le haras du château de Courteilles, restauré vers le XVIIIe siècle, qui comprend un parc arboré.

## Politique et administration

### Rattachements administratifs et électoraux

#### Rattachements administratifs
La commune se trouve dans l'arrondissement d'Évreux du département de l'Eure.
Elle faisait partie depuis 1801 du canton de Rugles. Dans le cadre du redécoupage cantonal de 2014 en France, cette circonscription administrative territoriale a disparu, et le canton n'est plus qu'une circonscription électorale.

#### Rattachements électoraux
Pour les élections départementales, la commune fait partie depuis 2014 du canton de Breteuil (Eure)
Pour l'élection des députés, elle fait partie de la deuxième circonscription de l'Eure.

### Intercommunalité
Chaise-Dieu-du-Theil était membre de la communauté de communes du Canton de Rugles, un établissement public de coopération intercommunale (EPCI) à fiscalité propre créé fin 1995 et auquel la commune avait transféré un certain nombre de ses compétences, dans les conditions déterminées par le code général des collectivités territoriales.
Dans le cadre des dispositions de la loi portant nouvelle organisation territoriale de la République du 7 août 2015, qui prévoit que les établissements publics de coopération intercommunale (EPCI) à fiscalité propre doivent avoir un minimum de 15 000 habitants, cette petite intercommunalité a fusionné avec ses voisines pour former, le 1er janvier 2017, la communauté de communes Interco Normandie Sud Eure dont est désormais membre la commune.

### Liste des maires
| Période    | Période                    | Identité                      | Étiquette | Qualité                             |
| ---------- | -------------------------- | ----------------------------- | --------- | ----------------------------------- |
| 1792       | 1792                       | M. Leconte                    |           |                                     |
| 1792       | 1822                       | Louis Dufour                  |           |                                     |
| 1822       | 1831                       | M. Claude Louvigny            |           |                                     |
| 1832       | 1836                       | M. Alexandre Guibert          |           | Maire du Theil                      |
| 1831       | 1836                       | François Menel                |           | Maire de Chaise-Dieu                |
| avant 1840 | 1874                       | Charles Louis de Bretignières |           | Comte de Courteilles                |
| 1874       | 1876                       | Louis Baseille                |           |                                     |
| 1876       | 1878                       | Auguste Thumaras              |           |                                     |
| 1878       | 1884                       | Louis Roncier                 |           |                                     |
| 1884       | 1892                       | M. Nicour-Duguay              |           |                                     |
| 1892       | 1929                       | Albert Pinel                  |           |                                     |
| 1929       | 1945                       | Charles de Selle de Beauchamp |           |                                     |
| 1945       | 1947                       | Robert Martin                 |           |                                     |
| 1947       | 1989                       | Albert de Selle de Beauchamp  |           |                                     |
| 1989       | 1995                       | Gérard Dapremont              |           |                                     |
| 1995       | mai 2020                   | Dominique René                |           | Chef d'une entreprise de transport  |
| mai 2020,  | En cours (au 21 mars 2022) | Charles de Selle de Beauchamp |           | Fils d'Albert de Selle de Beauchamp |

## Démographie
L'évolution du nombre d'habitants est connue à travers les recensements de la population effectués dans la commune depuis 1793. Pour les communes de moins de 10 000 habitants, une enquête de recensement portant sur toute la population est réalisée tous les cinq ans, les populations de référence des années intermédiaires étant quant à elles estimées par interpolation ou extrapolation. Pour la commune, le premier recensement exhaustif entrant dans le cadre du nouveau dispositif a été réalisé en 2008.

En 2022, la commune comptait 207 habitants, en évolution de −8,81 % par rapport à 2016 (Eure : −0,25 %, France hors Mayotte : +2,11 %).
| 1793 | 1800 | 1806 | 1821 | 1831 | 1836 | 1841 | 1846 | 1851 |
| ---- | ---- | ---- | ---- | ---- | ---- | ---- | ---- | ---- |
| 525  | 451  | 343  | 473  | 535  | 161  | 559  | 540  | 554  |

| 1856 | 1861 | 1866 | 1872 | 1876 | 1881 | 1886 | 1891 | 1896 |
| ---- | ---- | ---- | ---- | ---- | ---- | ---- | ---- | ---- |
| 542  | 512  | 477  | 421  | 389  | 359  | 385  | 350  | 340  |

| 1901 | 1906 | 1911 | 1921 | 1926 | 1931 | 1936 | 1946 | 1954 |
| ---- | ---- | ---- | ---- | ---- | ---- | ---- | ---- | ---- |
| 345  | 304  | 291  | 262  | 289  | 263  | 274  | 341  | 286  |

| 1962 | 1968 | 1975 | 1982 | 1990 | 1999 | 2006 | 2008 | 2013 |
| ---- | ---- | ---- | ---- | ---- | ---- | ---- | ---- | ---- |
| 304  | 295  | 273  | 252  | 241  | 245  | 234  | 231  | 238  |

| 2018 | 2022 | - | - | - | - | - | - | - |
| ---- | ---- | - | - | - | - | - | - | - |
| 205  | 207  | - | - | - | - | - | - | - |

## Culture locale et patrimoine

### Lieux et monuments
Chaise-Dieu-du-Theil compte un édifice inscrit au titre des monuments historiques :
- l'ancien prieuré de Chaise-Dieu, dit le prieuré de Fontevrault (XIe, XIIe, XVIe et XVIIe)  Inscrit MH (1971)[36]. L'édifice est fondé en 1132 par Richer, baron de L'Aigle et rattaché à l'ordre de Fontevrault en 1147[37]. Il est aujourd'hui une propriété privée.

Le prieuré fontevriste de Chaise-Dieu
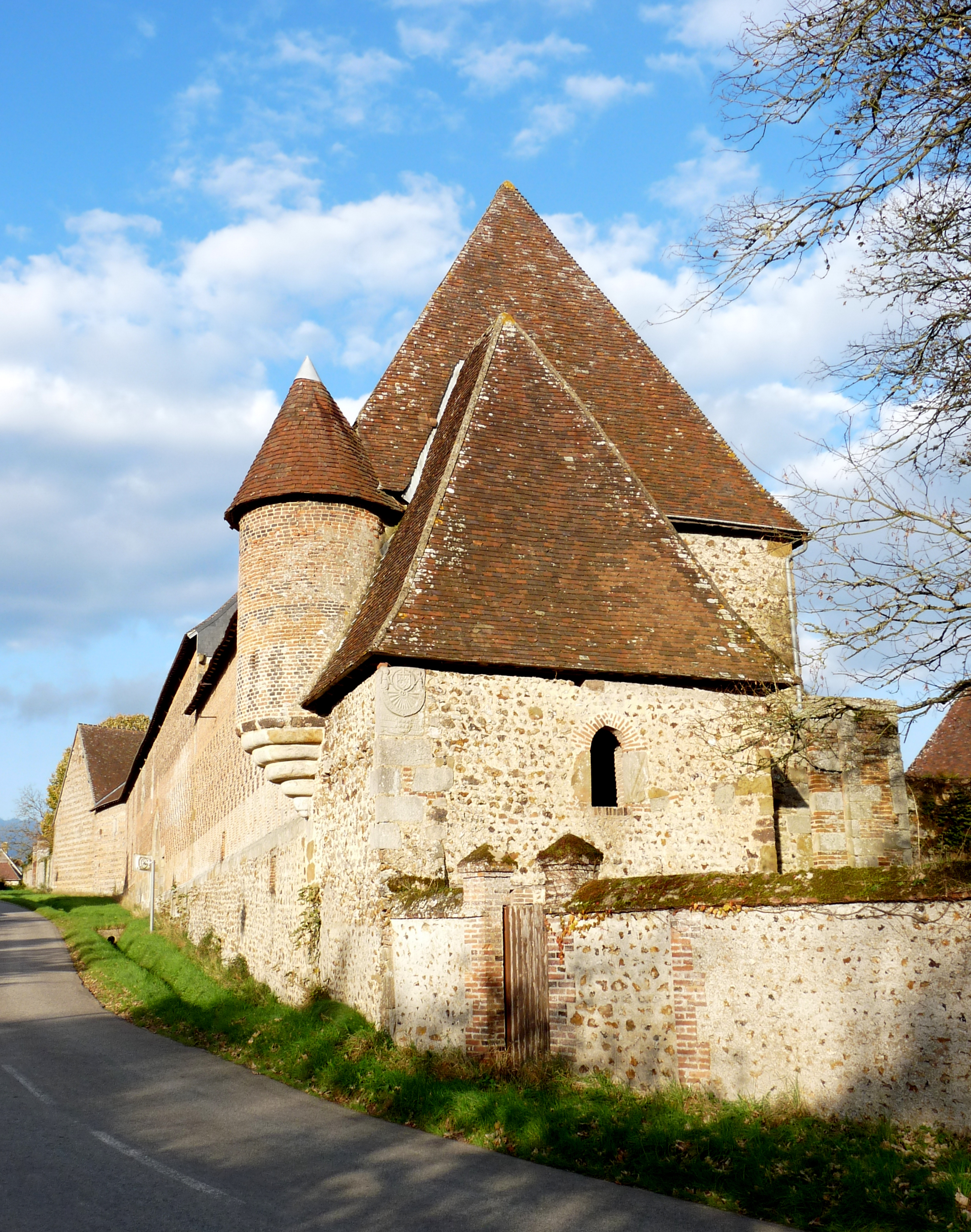
Le prieuré.
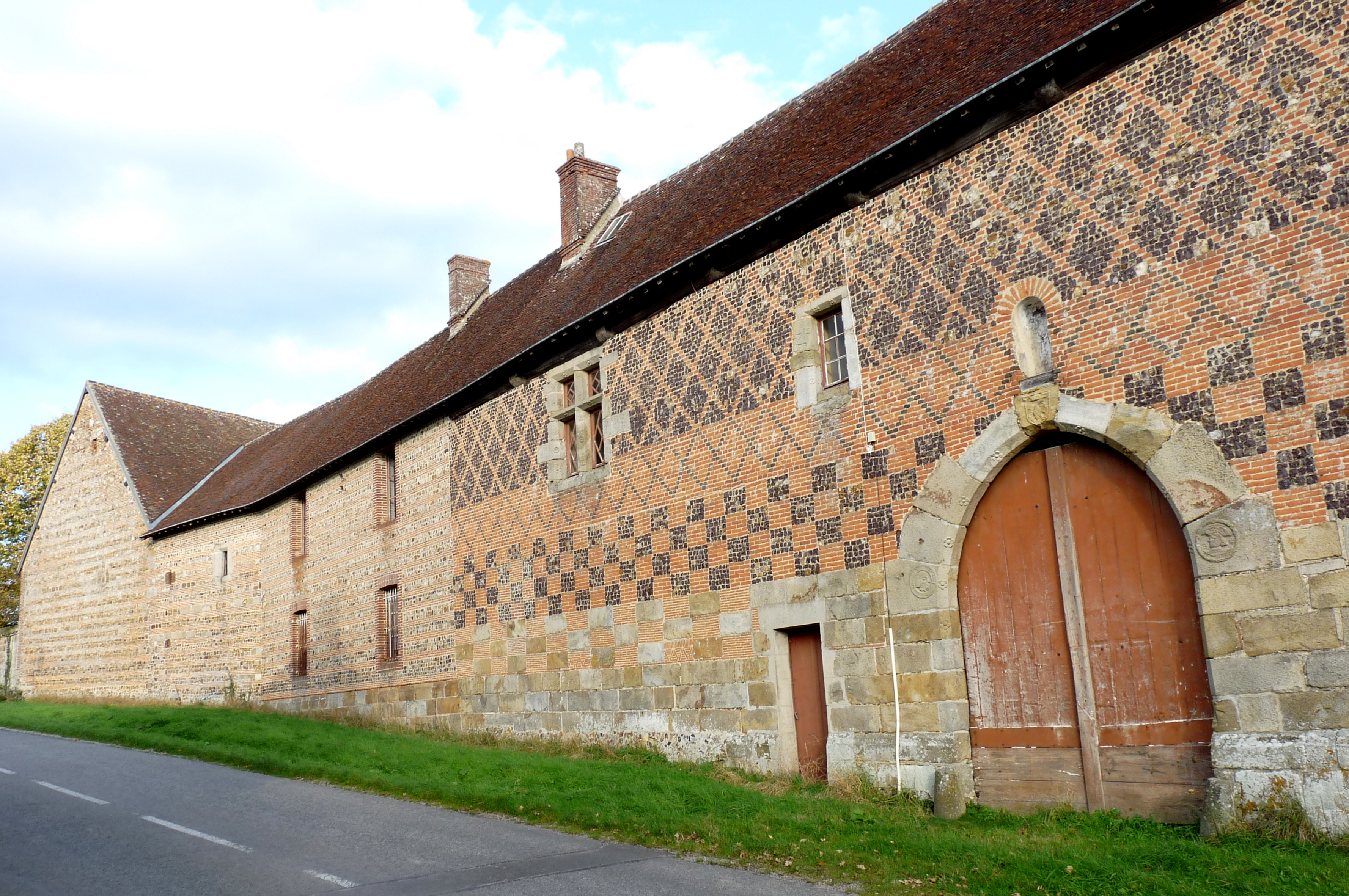
Le prieuré.
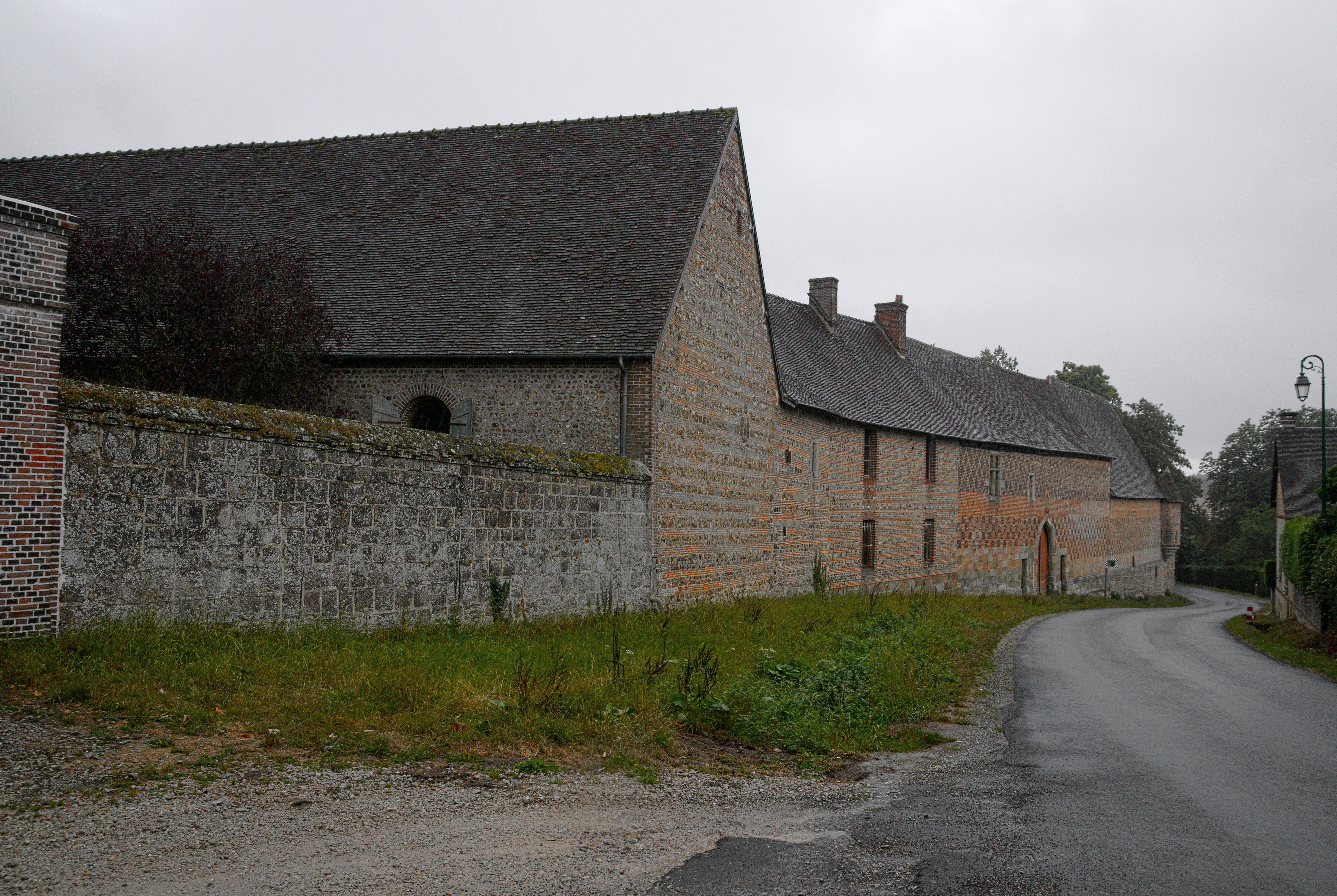
Le mur d'enceinte.
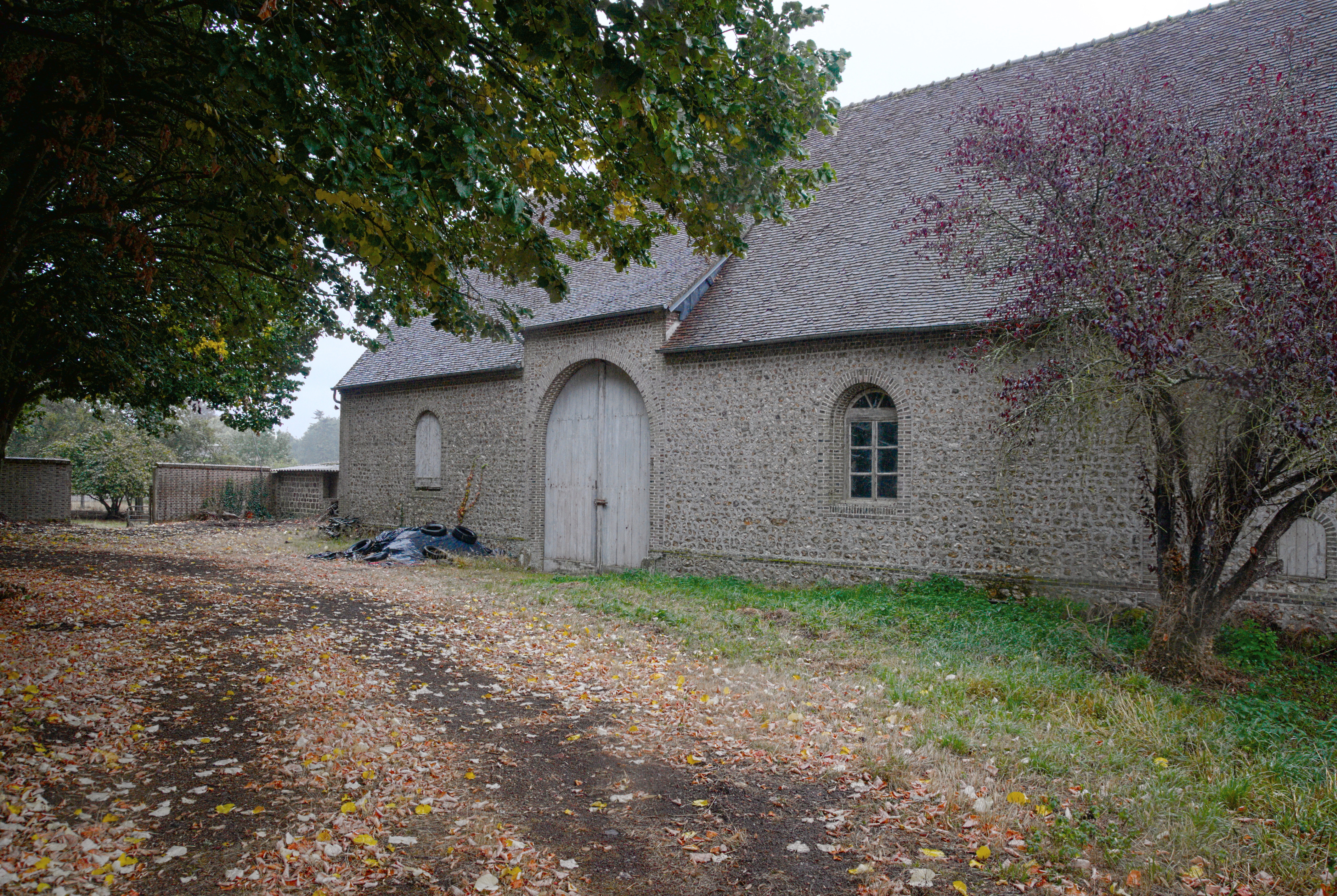
La cour supérieure.
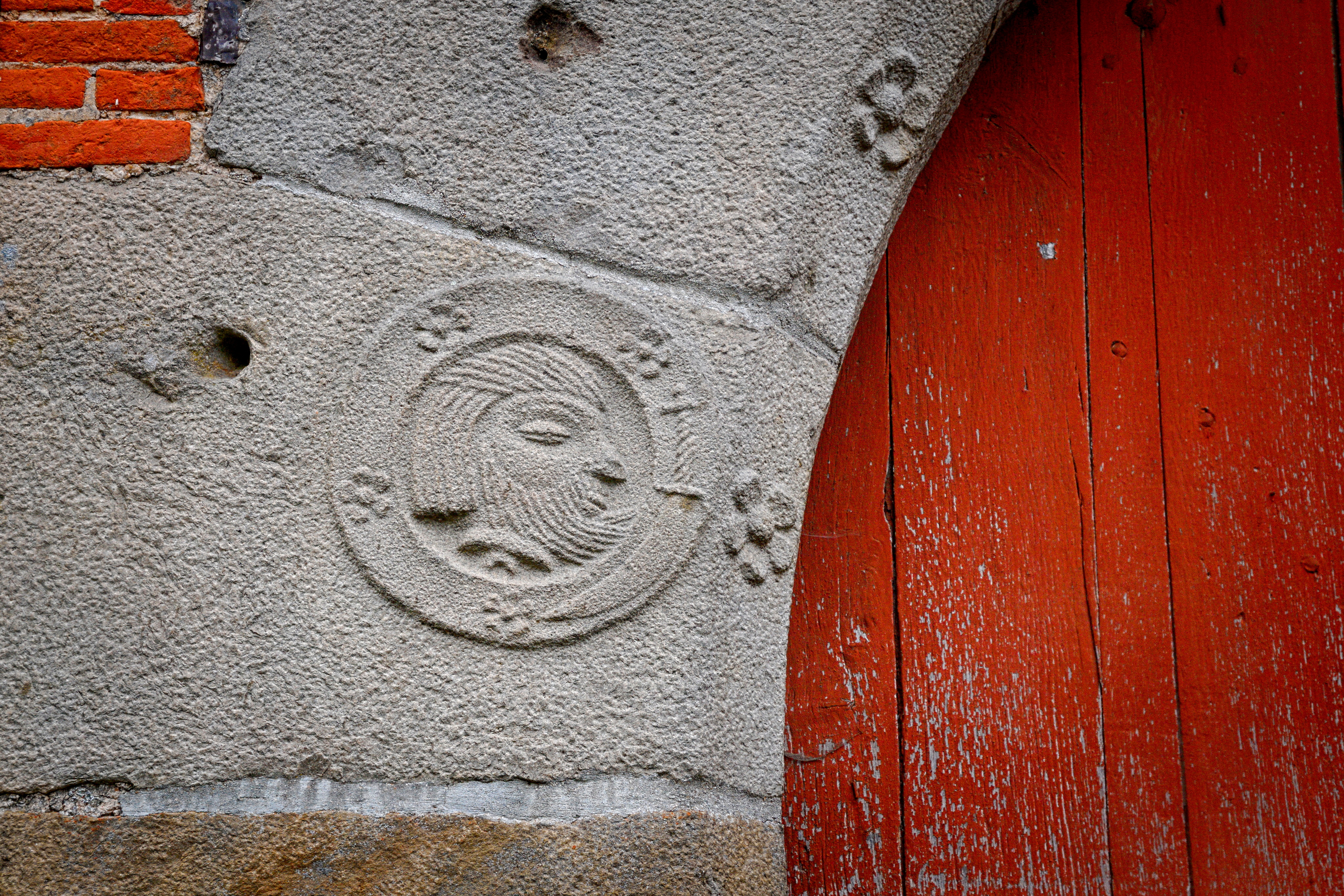
Détail du porche - côté gauche.
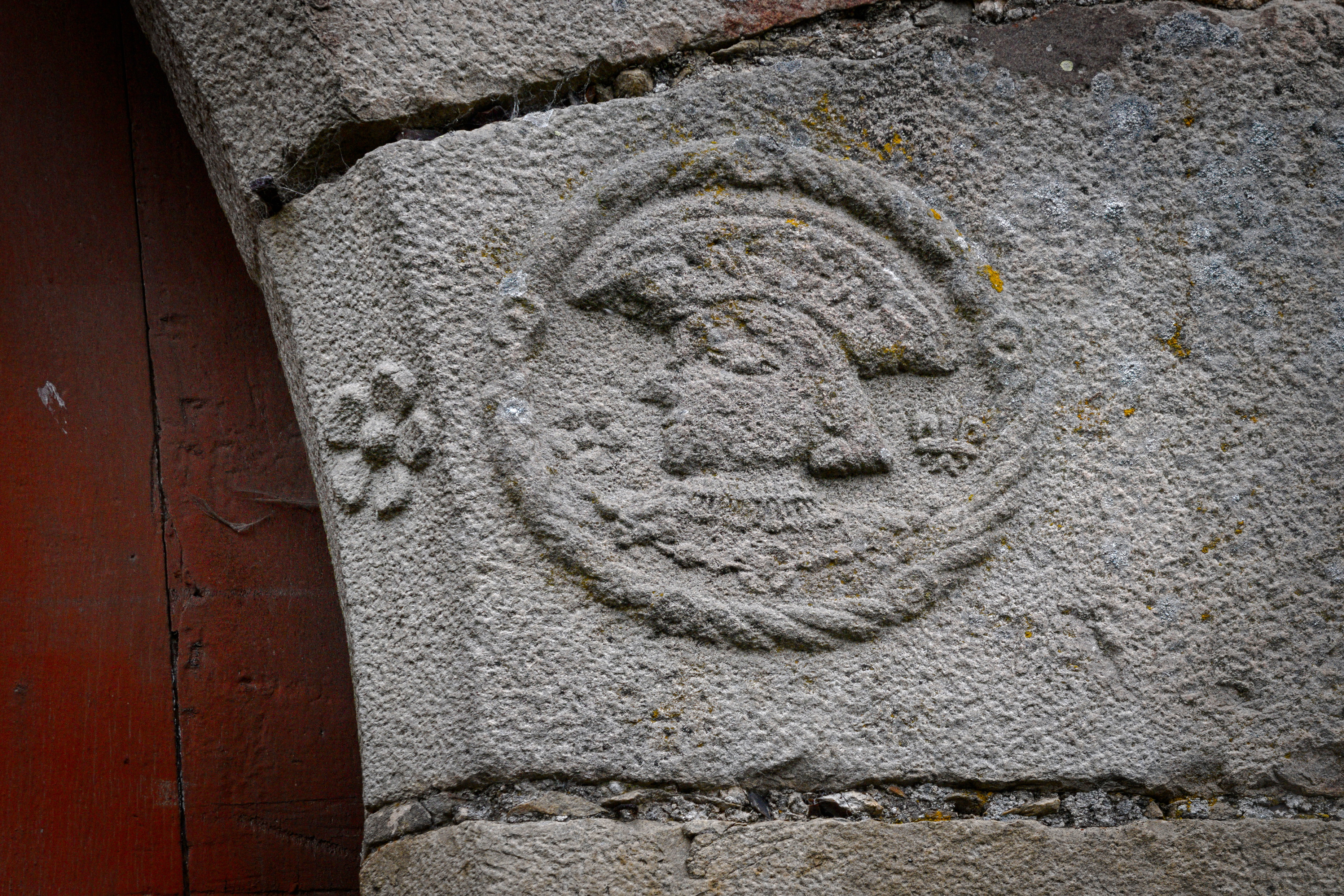
Détail du porche - côté droit.

On peut également signaler :
- Le haras du château de Courteilles : gîte et chasse famille de Beauchamp ;
- Le moulin de la Chaise-Dieu-du-Theil : parcours de pêche à la mouche ;
- Le prieuré du Theil (bâtiment privé) ;
- Le manoir (bâtiment privé) ;
- L'église Notre-Dame, dont la nef date de l'époque romane avec des remaniements et ajouts progressifs. 
Dans l'édifice se trouvent quelques sculptures en pierre et bois des XVIe et XVIIe siècles et des peintures néogothiques du chœur datant du XIXe siècle. Les panneaux du retable sont du XVIe siècle[38] ;
- La chapelle Saint-Jean

Chaise-Dieu-du-Theil compte également un site naturel inscrit : 
- Le prieuré  Site inscrit (1942)[39].

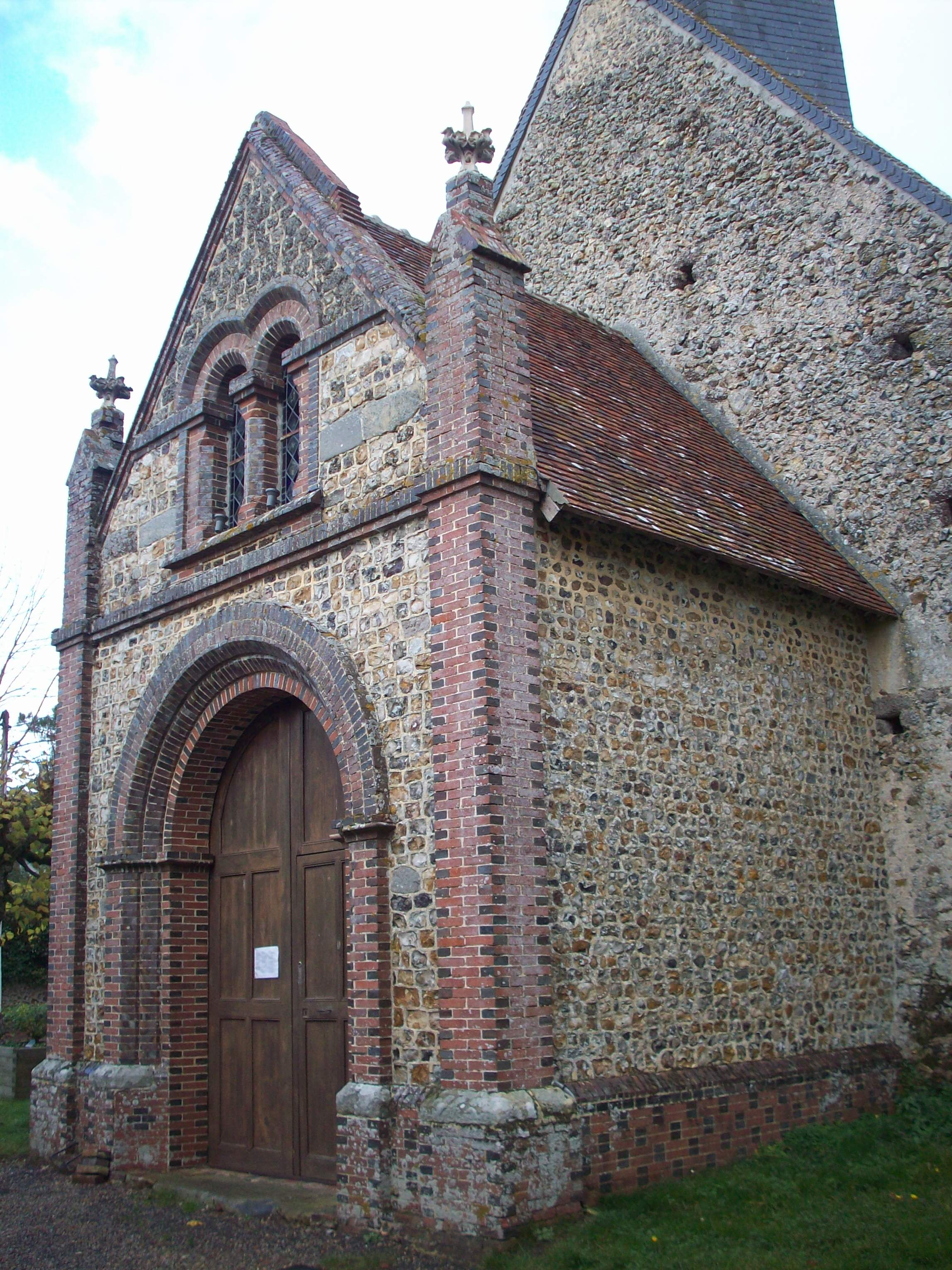
Le porche du XIXe siècle de l'église
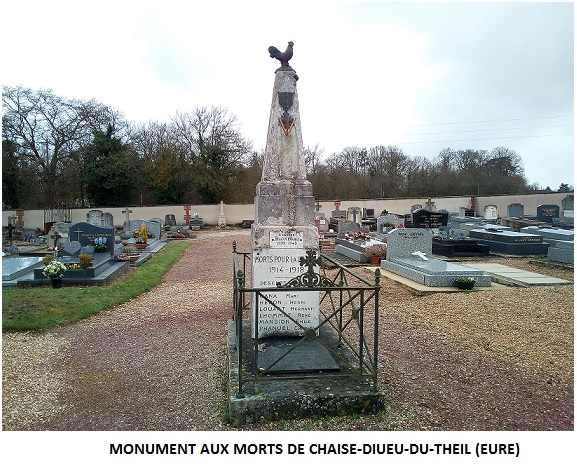
Le monument aux morts